# 再见十八班 (2025年网络剧)
《再见十八班》（英語：Too Young to Grow Old），是一部2025年1月22日起在爱奇艺首播的中国大陆校园题材的网剧，改编自2018年上映的同名电影《再见十八班》。该剧集在深圳拍摄，取景自深圳市龙岗区实验学校与深圳市光明区高级中学。

## 演员阵容
| 演员   | 角色   |
| ------ | ------ |
| 易大千 | 宋宸   |
| 邓萌   | 谭舒同 |
| 熊婧文 | 秦淼淼 |
| 吴崇轩 | 陈家伟 |
| 陈名豪 | 林浩然 |
| 白妤霏 | 吴迪   |
| 林辰涵 | 钟晚甄 |
| 芦展翔 | 任意   |

## 配乐
高梵胜为该剧集配乐，OST专辑于2025年1月21日发布。